# Clemens Diederik Hendrik Schneider

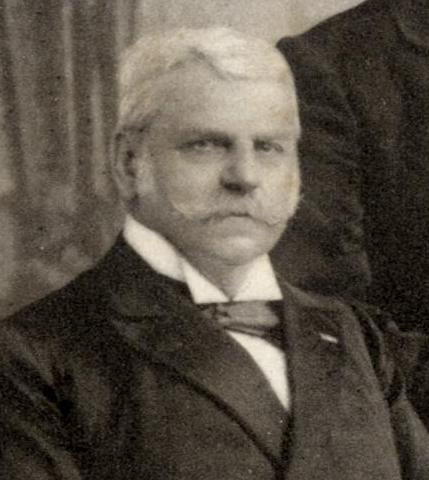
Clemens Diederik Hendrik Schneider (1894)

Clemens Diederik Hendrik Schneider (* 12. Oktober 1832 in Grave, Land van Cuijk, Provinz Noord-Brabant; † 16. Dezember 1925 in Den Haag) war ein niederländischer Offizier und römisch-katholischer Politiker, der unter anderem zur Berücksichtigung der katholischen Interessen zwischen 1894 und 1897 im liberalen Kabinett Röell Kriegsminister war. Seine wichtigsten politischen Maßnahmen waren das Waffengesetz (Gewerenwet) und die Verlagerung von Artillerieeinrichtungen von Delft nach Amsterdam. Wie sein Vorgänger August Lodewijk Willem Seyffardt geriet er in Konflikt mit Königinregentin Emma und war zwei Jahre lang „Persona non grata“ bei Hofe.

## Leben

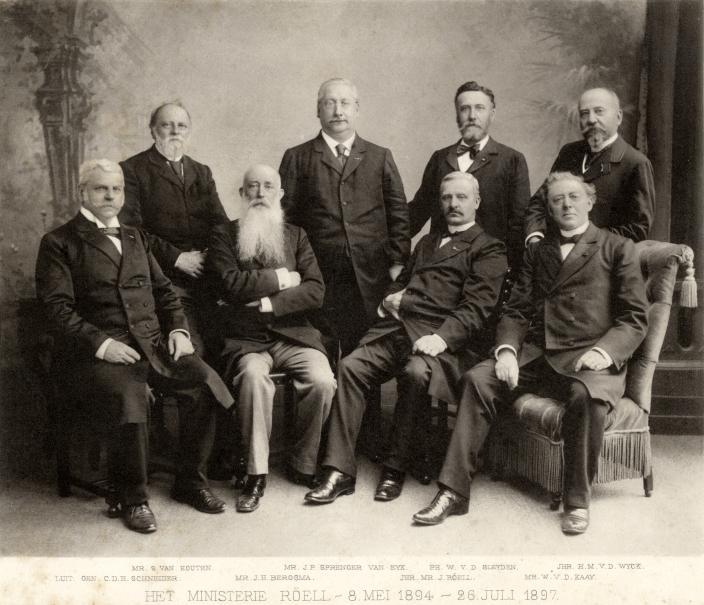
Schneider (sitzend, links) und das Kabinett Röell (1894)

Clemens Diederik Hendrik Schneider, der aus einer kurpfälzischen Offiziersfamilie stammte, absolvierte eine Offiziersausbildung und fand danach zahlreiche Verwendungen als Offizier der Artillerie. Im April 1884 wurde er Kommandant der gesamten Festungsartillerie und verblieb in dieser Funktion bis Februar 1887. In dieser Verwendung erfolgte am 1. Mai 1884 seine Beförderung zum Generalmajor (Generaal-majoor) der Artillerie. Er war zwischen Februar 1887 und Februar 1894 Artillerieinspekteur (Inspecteur der artillerie). Im Zuge der Bildung des Kabinetts Mackay lehnte er am 5. April 1888 die Annahme des Amtes des Kriegsministers ab, was daraufhin von Johannes Willem Bergansius übernommen wurde. Er wurde im Mai 1890 zum Generalleutnant (Luitenant-generaal) der Artillerie befördert und war zwischen dem 11. August 1891 und seinem Tode am 16. Dezember 1925 Ehrenadjutant in den außerordentlichen Diensten von Königin Wilhelmina. Als Artillerieinspekteur wurde er im Februar 1894 auf eigenen Wunsch in den Ruhestand versetzt.
Zur Berücksichtigung der katholischen Interessen wurde Generalleutnant Schneider am 9. Mai 1894 im liberalen Kabinett Röell Kriegsminister (Minister van Oorlog) und bekleidete dieses Ministeramt bis zum 27. Juli 1897. Seine wichtigsten politischen Maßnahmen waren das Waffengesetz (Gewerenwet) und die Verlagerung von Artillerieeinrichtungen von Delft nach Amsterdam. Darüber hinaus gewährleistete er, dass dem Haushalt Mittel für den Bau der ersten fünf Forts der Verteidigungslinie von Amsterdam zugewiesen wurden. 1896 wurde das Militärüberschwemmungsgesetz (Wet militaire inundatiën) erlassen, das der obersten Militärführung im Kriegsfall oder bei Kriegsgefahr Befugnisse einräumte, Gebiete überfluten zu lassen. 1897 wurde zudem eine gesetzliche Regelung über die Rechtsstellung des Reservepersonals des Heeres sowie über die Beförderung, Entlassung und Pensionierung von Offizieren und Unteroffizieren und über die Gewährung von Pensionen an Witwen und Kinder von Offizieren und Unteroffizieren Offiziere des Reservepersonals erlassen.
Wie sein Vorgänger August Lodewijk Willem Seyffardt geriet auch er wegen der Beförderung des Adjutanten der Königin in Konflikt mit Königinregentin Emma und war zwei Jahre lang „Persona non grata“ bei Hofe. Schneider war nach seinem Ausscheiden aus der Regierung Vorsitzender des Aufsichtsrates der Hypothekenzentralbank (Centrale Hypotheek Bank).